# Brno-Vinohrady
Brno-Vinohrady (v hantecu Vincky) je městská část o rozloze 1,96 km² na východním okraji statutárního města Brna. Je tvořena severovýchodní částí katastrálního území Židenice, kde se, kromě jiného, nachází panelové sídliště Vinohrady, a drobnou částí katastrálního území Maloměřice. Většina území pozdějších Vinohrad byla k Brnu připojena v roce 1919. Samosprávná městská část vznikla 24. listopadu 1990. Žije zde přes 12 000 obyvatel.
Pro účely senátních voleb je území městské části Brno-Vinohrady zařazeno do volebního obvodu číslo 58.
Na Vinohradech se také nachází viniční trať V hlavách.

## Charakteristika městské části
Drtivou většinu zástavby městské části tvoří asi 50 barevných panelových domů sídliště Vinohrady, rozkládajícího se na protáhlé vyvýšenině na jihu území městské části. Silueta sídliště je dobře viditelná z mnoha stran Brna. Přestože se území městské části skládá z části dvou katastrálních území, není toto rozdělení navenek takřka poznat a tak lze Vinohrady prakticky považovat ze jednu čtvrť. Všechny obytné domy zde mají židenická čísla popisná, zatímco maloměřická najdeme pouze na několika garážích. Téměř všechny ulice v této městské části jsou pojmenované podle obcí na jižní Moravě, např. Bzenecká, Prušánecká, Věstonická, Čejkovická … i střed sídliště tvořící Pálavské náměstí. Výjimku tvoří ulice Šedova a nově vybudovaná Révová ulice, v níž se vyskytují výlučně rodinné domky. Nejsevernějším a zároveň i nejvýchodnějším místem městské části jsou pozemky, na nichž stojí hotel Velká Klajdovka a přilehlá hájenka, nacházející se poblíž Hádů.

## Sousedící městské části a obce
Území městské části Brno-Vinohrady sousedí na východě a jihovýchodě s městskou částí Brno-Líšeň, na jihu a jihozápadě s městskou částí Brno-Židenice, na severozápadě s městskou částí Brno-Maloměřice a Obřany, a na severu s katastrem obce Kanice.

## Obyvatelstvo
| Rok  | Počet obyvatel | Počet domů |
| ---- | -------------- | ---------- |
| 1970 | 582            | 109        |
| 1980 | 416            | 97         |
| 1991 | 15 766         | 205        |
| 2001 | 14 823         | 163        |
| 2011 | 13 361         | 206        |
| 2021 | 12 172         | 204        |

## Doprava
Veřejné dopravní spojení s ostatními částmi Brna zajišťuje Dopravní podnik města Brna prostřednictvím autobusových linek 72 a 78, trolejbusových linek 25 a 27 a noční autobusové linky N99. V rámci Integrovaného dopravního systému Jihomoravského kraje je možné též spojení s mimobrněnskými obcemi prostřednictvím autobusové linky 201.

## Původ názvu a historický přehled

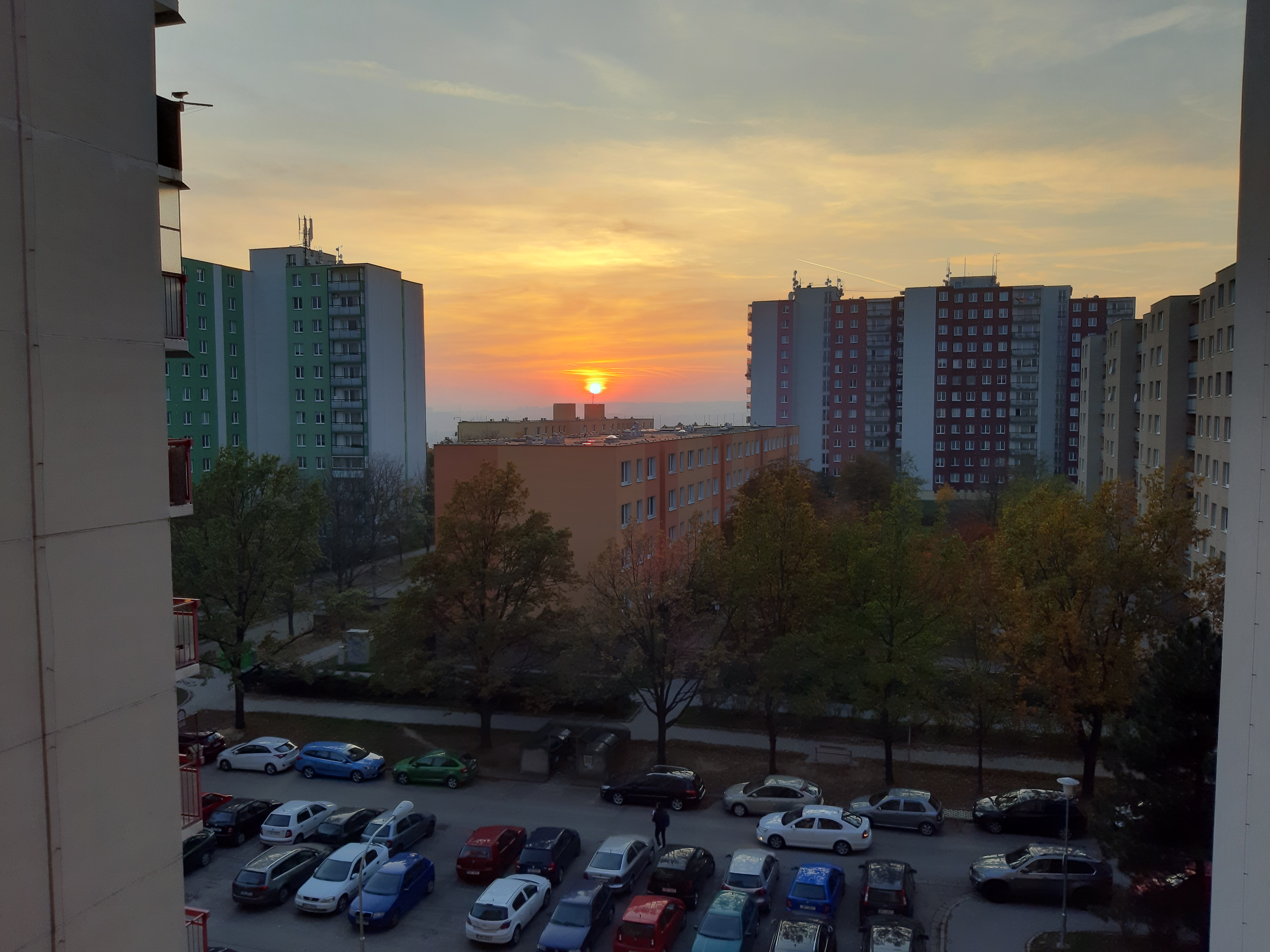
Východ Slunce

Archeologické výzkumy dokládají lidskou přítomnost na území dnešních Vinohrad již přibližně před 500 000 lety v období starého paleolitu. Území Vinohrad bylo dlouho bez jakékoliv zástavby, a jižní a jihovýchodní stráně sloužily k pěstování vinné révy, z čehož je odvozen název městské části.
Roku 1860 vznikl u silnice na kopci poblíž Hádů v nadmořské výšce 380 metrů původní zájezdní hostinec Klajdovka, v 30. letech 20. století přestavěný do současné podoby a známý dnes jako hotel Velká Klajdovka.
Téměř celé území moderní městské části Vinohrady bylo připojeno k Brnu 16. dubna 1919 jako součást katastrů dosavadních obcí Židenic a Maloměřic. Malá okrajová část území (východní pruh silnice ve Křtinské ulici a menší území přiléhající k severozápadnímu okraji křižovatky ulic Jedovnické, Novolíšeňské a Věstonické) byla původně součástí katastru Líšně a k Brnu byla připojena 1. dubna 1944. Zbytek území, tvořený areálem hotelu Velká Klajdovka s nejbližším okolím, byl původně součástí katastrálního území obce Kanice, a k Brnu náleží až od reambulace Brna z let 1966–1969.
Roku 1943 založili Němci pro hospodářské pracovníky nově zakládané brněnské pobočky tehdejší továrny Flugmotorenwerke Ostmark (předchůdce dnešního Zetoru), na území dnešního sídliště v katastrálním území Židenice kolonii 20 dřevěných domků. Obyvatelé Brna začali tuto kolonii nazývat Hamburk (v hantecu Hambec), protože převážná část jejích obyvatel z Hamburku pocházela. Při spojeneckém bombardování na sklonku druhé světové války byla zasažena i tato kolonie. Po osvobození Brna a následném odsunu Němců byla kolonie krátkou dobu opuštěná a chátrala. Poté sem na přelomu let 1945/1946 začalo přicházet nové obyvatelstvo, jímž byli lidé postižení válkou, bývalí vězni nacistických věznic, koncentračních táborů a příslušníci odboje, jímž zde úřady přidělily domy. Vznikl zde i obchod, malý hostinec s kulturní místností, vodovod, kanalizace i veřejné osvětlení. V souvislosti s výše uvedenou druhou katastrální reformou Brna došlo na území moderní městské části k úpravě hranic katastrálních území Kanice, Líšeň, Maloměřice a Židenice.
K zániku osady Hamburk došlo v 80. letech 20. století v souvislosti s výstavbou dnešního sídliště. Obyvatelé osady proti likvidaci neúspěšně protestovali. Sídliště se začalo budovat v září 1981 a bylo dokončeno roku 1989, přičemž původně stanoveným termínem dostavby, jejž se nepodařilo dodržet, byl rok 1988. Nové sídliště vznikalo především v severovýchodní části katastrálního území Židenice, ale některé jeho severní domy(či jejich části) byly vybudovány i v okrajové jižní části sousedního katastrálního území Maloměřice. První objekt byl dokončen roku 1983. Po sametové revoluci zde 24. listopadu 1990 byla vytvořena moderní samosprávná městská část. Od 90. let 20. století zde dochází ke zlepšování infrastruktury v podobě budování nových domů obchodů a služeb, včetně zcela nového domova důchodců, dokončeného a otevřeného roku 1996.

### Správní vývoj území městské části
- 1945–1946 – tehdy brněnské pozemky moderní městské části spravovaly MNV Židenice, Maloměřice, Líšeň. Zbývající území (hotel Velká Klajdovka s okolím) bylo součásti obce Kanice.
- 1947–1949 – tehdy brněnské pozemky moderní městské části spravovaly obvodní rady Brno V (pozemky tehdy patřící ke k.ú. Maloměřice), Brno VI (pozemky tehdy patřící ke k.ú. Židenice), Brno X (pozemky tehdy patřící ke k.ú. Líšeň). Zbývající území bylo součásti obce Kanice.
- 1949–1954 – tehdy brněnské pozemky moderní městské části spravovaly obvodní národní výbory Brno VIII (pozemky tehdy patřící ke k.ú. Maloměřice), Brno VI (pozemky tehdy patřící ke k.ú. Židenice), Brno XII (pozemky tehdy patřící ke k.ú. Líšeň). Zbývající území bylo součásti obce Kanice.
- 1954–1957 – tehdy brněnské pozemky moderní městské části spravovaly obvodní národní výbory Brno III (pozemky tehdy patřící ke k.ú. Maloměřice), Brno VI-Židenice (pozemky tehdy patřící ke k.ú. Židenice), Brno XII-Líšeň (pozemky tehdy patřící ke k.ú. Líšeň). Zbývající území bylo součásti obce Kanice.
- 1957–1960 – tehdy brněnské pozemky moderní městské části spravovaly obvodní národní výbory Brno VIII-Maloměřice (pozemky tehdy patřící ke k.ú. Maloměřice), Brno VI-Židenice (pozemky tehdy patřící ke k.ú. Židenice), Brno XII-LÍŠEŇ (pozemky tehdy patřící ke k.ú. Líšeň). Zbývající území bylo součásti obce Kanice.
- 1960–1964 – tehdy brněnské pozemky moderní městské části spravoval obvodní národní výbor Brno VI (pozemky tehdy patřící ke k.ú. Židenice) a místní národní výbory Maloměřice a Líšeň. Zbývající území bylo součásti obce Kanice.
- 1964–1971 – tehdy brněnské pozemky moderní městské části spravoval obvodní národní výbor Brno IV (pozemky tehdy patřící ke k.ú. Židenice) a místní národní výbory Maloměřice a Líšeň. Zbývající území bylo do druhé katastrální reformy součásti obce Kanice. K této reformě došlo během tohoto období.
- 1971–1972 – pozemky moderní městské části spravovaly obvodní národní výbory Brno IV (pozemky patřící ke k.ú. Židenice) a Brno XIII-Maloměřice (pozemky patřící ke k.ú. Maloměřice).
- 1972–1975 – pozemky moderní městské části spravoval obvodní národní výbor Brno IV (pozemky patřící ke k.ú. Židenice) a Brno-Maloměřice (pozemky patřící ke k.ú. Maloměřice).
- 1975–1990 – území Vinohrad bylo z počátku součástí městských obvodů Brno IV a Brno III. Nové sídliště však bylo vybudováno tak, že dvě čísla popisná (Vlčnovská 4169/7 a Vlčnovská 4216/8) byla rozdělena tehdejší katastrální hranicí a nadto (spolu s několika dalšími adresami) dostaly židenická čísla popisná. Koncem 70. let bylo stanoveno pravidlo, že ani jedno katastrální území nemá být rozděleno mezi více katastrálních území. Podle materiálů z archivu města Brna jednal 28. prosince 1990 Národní výbor města Brna o úpravě správní a katastrální hranice na území Vinohrad a došlo ke schválení hranice mezi oběma obvody s účinností k 1. lednu 1990, přičemž nová hranice byla stanovena podél severního okraje silniční komunikace v Žarošické ulici a  to tak, že byla identická s dnešní hranicí mezi městskými částmi Brno-Vinohrady a Brno-Maloměřice a Obřany. To zároveň znamenalo, že celé území dnešní městské části Brno-Vinohrady spadalo od toho data do městského obvody Brno IV.
- od 24. listopadu 1990 moderní samosprávná městská část Brno-Vinohrady.

### Starostové městské části
- 1991–1998 – Milan Černocký
- 1998–2002 – Ilona Sokolová
- 2002–2022 – Jiří Čejka (ČSSD, od 2018 nezávislý)
- od roku 2022 – Jitka Ivičičová (KDU-ČSL)

## Změna hranice mezi k. ú. Židenice a k. ú. Maloměřice na území Vinohrad

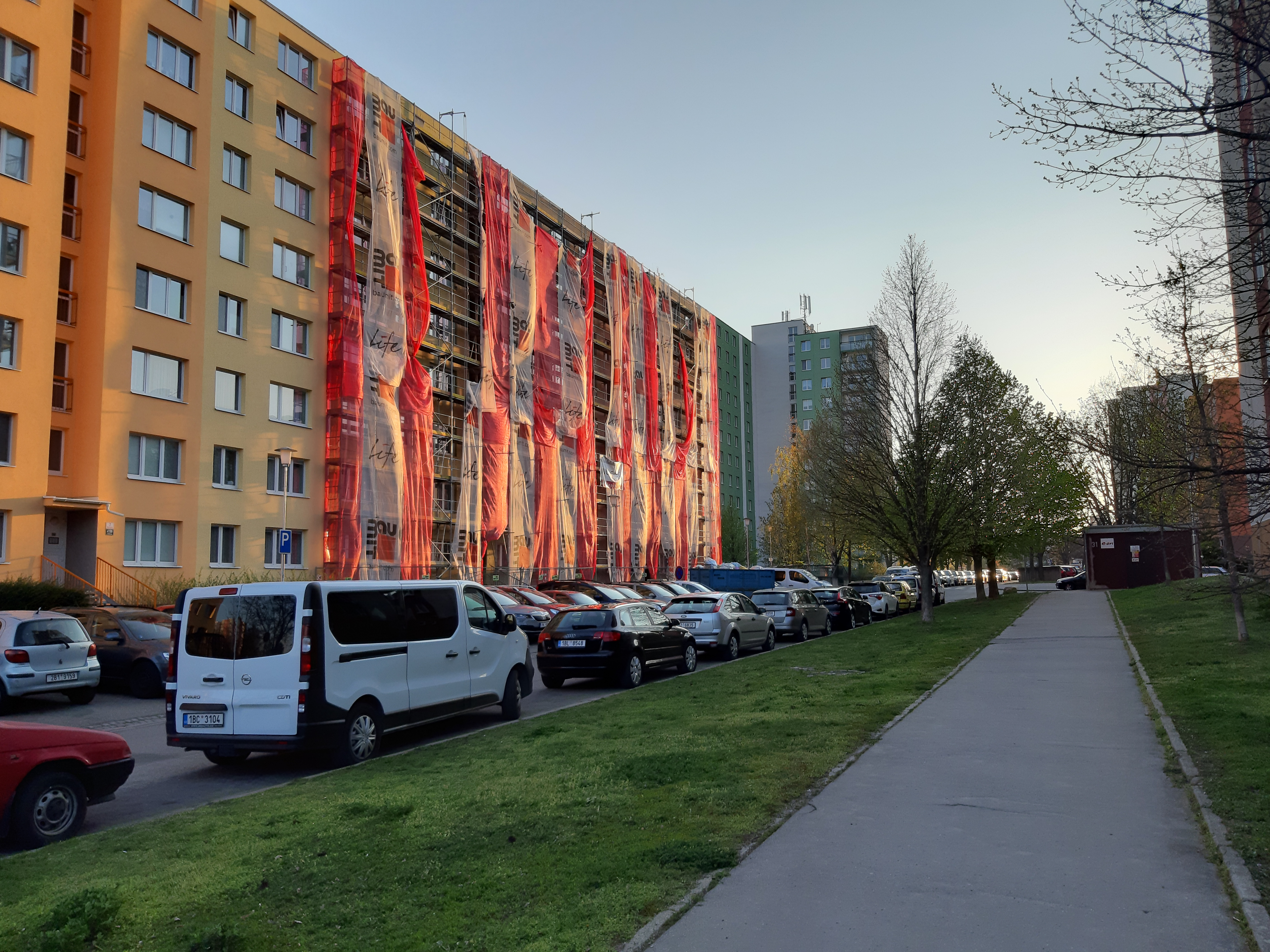
Ulice Bzenecká

Před 28. březnem 2015 měla hranice k. ú. Maloměřice a Židenice na území městské části Brno-Vinohrady odlišný průběh, kdy dělila některé domy. To by zdaleka nepředstavovalo takový problém, pokud by měly všechny domy adekvátní čísla popisná. Místo toho však měly všechny zdejší panelové domy od počátku židenická čísla popisná, což později způsobovalo zdejším občanům problémy. Obyvatelům domů, kterým měla být správně přidělena maloměřická čísla popisná, po zprovoznění základních registrů následně nastaly při vyřizování osobních dokladů potíže na správních úřadech, jelikož adresa domu, ležícího v k. ú. Maloměřice s číslem popisným Židenic v registrech neexistuje. Již v minulosti přišla radnice MČ Brno-Vinohrady s návrhy na změny katastrálních hranic obou katastrálních území. Roku 2000 navrhla radnice MČ Brno-Vinohrady vznik samostatného katastrálního území Brno-Vinohrady, které by zahrnulo celé území městské části Brno-Vinohrady. Tento návrh však nakonec nebyl realizován a tak byla dosud realizována jen nepatrná změna hranice obou katastrálních území z 26. listopadu 1998, spočívající v začlenění celého objektu technické vybavenosti na adrese Vlčnovská 8a do katastrálního území Židenice. Roku 2014 přišla radnice Vinohrad s novým návrhem, kdy by nová hranice mezi k. ú. Maloměřice a Židenice vedla tak, aby všechny dotčené panelové domy byly překatastrovány do Židenic. Ke změně hranice mezi těmito dvěma katastrálními územími bylo dle současné legislativy zapotřebí souhlasu sousedních městských částí Brno-Židenice a Brno-Maloměřice a Obřany, k nimž náleží převážná část obou katastrálních území. Zastupitelstvo městské části Brno-Židenice změnu schválilo dne 9. dubna 2014, zastupitelstvo městské části Brno-Maloměřice a Obřany změnu schválilo dne 23. dubna 2014. Souhlasně se vyjádřilo též Zastupitelstvo města Brna na své schůzi konané 2. září 2014, které dále pověřilo vedoucího majetkového odboru Magistrátu města Brna podpisem návrhu na změnu hranice obou katastrálních území. Nová hranice nakonec nabyla platnosti ke dni 28. března 2015.